# Stanley R. Jaffe
Stanley Richard Jaffe (New Rochelle, 31 luglio 1940 – Rancho Mirage, 10 marzo 2025) è stato un produttore cinematografico statunitense.
Ha prodotto film di successo come Sotto accusa, Attrazione fatale e Kramer contro Kramer (quest'ultimo gli è valso inoltre l'Oscar al miglior film nel 1980).

## Biografia
Nato a New Rochelle, nello stato di New York, in una famiglia di religione ebraica, si è laureato in economia presso la Wharton School in Pennsylvania. Figlio di Leo Jaffe, dirigente di un cinema, il quale era amico del produttore Sam Spiegel. Nel 1962 cominciò a lavorare per la Seven Arts Productions, della quale diventò anche assistente esecutivo del suo presidente. Quando poi l'azienda fu acquistata dalla Warner Bros., Jaffe lascio la Seven Arts Productions per entrare a far parte della CBS. Dopo aver lavorato alla produzione di La ragazza di Tony fu nominato vicepresidente esecutivo e direttore generale della Paramount Pictures e nel giro di pochi mesi diventò presidente della Paramount Television Studios, che lasciò in seguito nel 1971 per fondare una società di produzione indipendente, la Jaffilms, che contribuirà alla produzione di film come Cattive compagnie e Che botte se incontri gli "Orsi". Nel 1977 fu poi nominato vicepresidente esecutivo della Columbia Pictures.
Nel 1979 tornò alla produzione indipendente lavorando al film Kramer contro Kramer, che otterrà molto successo e che gli farà guadagnare il Premio Oscar per il miglior film. Nel 1983, in collaborazione con Sherry Lansing, allora presidente della 20th Century Fox, fondò la società di produzione Jaffe-Lansing, la quale diventerà nota soprattutto per aver prodotto il film Attrazione fatale. Jaffe abbandonerà la società nel 1991, quando fu nominato presidente della Paramount Communications. Nel 2002 produce il suo ultimo film Le quattro piume.

## Filmografia

### Produttore
- La ragazza di Tony (Goodbye, Columbus), regia di Larry Peerce (1969)
- Cattive compagnie (Bad Company), regia di Robert Benton (1972)
- Che botte se incontri gli "Orsi" (The Bad News Bears), regia di Michael Ritchie (1976)
- Kramer contro Kramer (Kramer vs. Kramer), regia di Robert Benton (1979)
- Taps - Squilli di rivolta (Taps), regia di Harold Becker (1981)
- Senza traccia (Without a Trace), regia di Stanley R. Jaffe (1983)
- Firstborn, regia di Michael Apted (1984)
- Attrazione fatale (Fatal Attraction), regia di Adrian Lyne (1987)
- Sotto accusa (The Accused), regia di Jonathan Kaplan (1988)
- Black Rain - Pioggia sporca (Black Rain), regia di Ridley Scott (1989)
- Scuola d'onore (School Ties), regia di Robert Mandel (1992)
- Madeline - Il diavoletto della scuola (Madeline), regia di Daisy von Scherler Mayer (1998) - produttore esecutivo
- Sognando l'Africa (I Dreamed of Africa), regia di Hugh Hudson (2000)
- Le quattro piume (The Four Feathers), regia di Shekhar Kapur (2002)

### Regista
- Senza traccia (Without a Trace) (1983)